# Bartel BM-5
Pour les articles homonymes, voir Bartel et BM5.
Le Bartel BM-5 est un avion d’entraînement avancé polonais de l'entre-deux-guerres. Dérivé du BM-4, ce biplan construit à 62 exemplaires fut en service en Pologne de 1930 à 1939.

## Origine et développement
Dès 1926 Ryszard Bartel envisagea la réalisation d’un appareil destiné à l’entraînement avancé pour assurer la transition des pilotes vers les avions de bombardement ou de reconnaissance. Un premier projet, le BM-3, fut proposé aux autorités militaires polonaises dans le cadre d’un concours organisé en 1926. Ce concours spécifiait l’utilisation du moteur SPA-6A ou Austro-Daimler équipant les Oeffag D-III en service en Pologne, et donc disponible. Les PWS-2 et ST-4 (en) furent finalement retenus, mais le succès du BM-4 incita Bartel développer une version plus élaborée du BM-4. Le prototype du BM-5 effectua son premier vol le 27 juillet 1928 à Poznań. Cet appareil conservait les caractéristiques générales du BM-4, fuselage de section rectangulaire entièrement en bois, voilure en bois entoilée d’envergure plus importante au plan inférieur qu’au plan supérieur. L’adoption d’un moteur en ligne imposait le montage d’un radiateur, situé à la base avant du fuselage. Facile à prendre en main, stable et difficile à mettre en vrille, l’appareil se révéla vite un excellent appareil de transition vers des avions plus gros. 40 appareils furent commandés le 1er mars 1929. 

## Versions
- BM-5a : Premier prototype, équipé d’un moteur Austro-Daimler 6 cylindres en ligne de 220 ch. Ce prototype fit l’objet d’essais avec un train d’atterrissage équipé de skis au cours de l’hiver 1929/1930. 20 exemplaires de série construits.
- BM-5b : Second prototype, qui prit l’air le 15 avril 1929 avec un moteur 6 cylindres en ligne SPA-6A de 230 ch et un réservoir agrandi, le poids total augmentant de 60 kg. Cet avion fut remotorisé dès juillet avec un Hispano-Suiza de 320 ch. 20 BM-5b de série furent tout de même construits.
- BM-5c : Remotorisation du second prototype avec un Hispano-Suiza 8Fb en V de 320 ch, l’armée polonaise disposant d’un stock important de moteurs 8Fb qui équipait ses Bristol F.2B Fighter. Ce modèle effectua son premier vol le 29 juillet 1929 et 20 exemplaires furent construits.
- BM-5d : Malgré ses qualités, le BM-5 péchait par sa motorisation indigente qui ne permettait pas d’habituer les équipages aux performances des avions modernes. En 1935 la firme PZL décida donc de monter sur un appareil de série un moteur en étoile Wright J-5 Whirlwind de 240 ch produit sous licence par l’usine polonaise du groupe Skoda. 20 BM-5a/BM-5b furent convertis selon ce nouveau standard.

## En service
- Pologne : Mis en service en 1930 à l’école centrale de pilotage de Dęblin sous la désignation BM-5A2, ce biplace fut remplacé à partir de 1938 par le PWS-26, mais quelques exemplaires étaient encore utilisés en septembre 1939. 5 BM-5C furent versés à l’unité d’aviation navale de Puck.